# Las Rozas de Valdearroyo
Las Rozas de Valdearroyo là một đô thị trong tỉnh và cộng đồng tự trị Cantabria, Tây Ban Nha. Đô thị này có diện tích là 57,4 ki-lô-mét vuông, dân số năm 2009 là 271 người với mật độ 4,72 người/km². Đô thị này có cự ly 84 km so với tỉnh lỵ Santander.